# Persfjord
Persfjord är en by i Vardø kommun i Finnmark fylke i norra Norge. Byn ligger vid fylkesväg 8100, på södra sidan av Persfjorden, nordväst om staden Vardø.